# Diga di Arpaçay
La diga d'Arpaçay è una diga della Turchia. Si trova nella provincia di Kars. Il fiume e la diga sono alla frontiera con l'Armenia. Fu costruita dal 1975 al 1983.

## Fonti
- (EN) Diga di Arpaçay, su www2.dsi.gov.tr (archiviato dall'url originale il 15 maggio 2012).